# Campionato europeo di pallanuoto 1962 (maschile)
La X edizione del campionato europeo di pallanuoto venne disputata dal 19 al 22 agosto 1962 a Lipsia, nell'allora Germania Est, all'interno del programma dei campionati europei di nuoto.
Le partecipanti furono 11 e il torneo si svolse secondo la stessa formula della precedente edizione.

Anche il podio fu simile a quello dell'edizione di Budapest, con l'Ungheria davanti a Jugoslavia e Unione Sovietica, alle quali venne assegnata la medaglia d'argento ex aequo.

## Squadre partecipanti
GRUPPO A
- Romania
- Svezia
- Ungheria

GRUPPO B
- Germania Est
- Italia

GRUPPO C
- Paesi Bassi
- Polonia
- Unione Sovietica

GRUPPO D
- Belgio
- Gran Bretagna
- Jugoslavia

## Fase preliminare

### Gruppo A
|    | Squadra  | Punti | G | V | N | P | GF | GS | DR  |
| -- | -------- | ----- | - | - | - | - | -- | -- | --- |
| 1. | Ungheria | 4     | 2 | 2 | 0 | 0 | 14 | 5  | +9  |
| 2. | Romania  | 2     | 2 | 1 | 0 | 1 | 7  | 5  | +2  |
| 3. | Svezia   | 0     | 2 | 0 | 0 | 2 | 2  | 13 | -11 |

| Data     | Gara     | Gara  | Gara    |
| -------- | -------- | ----- | ------- |
| 19-08-62 | Ungheria | 9 - 2 | Svezia  |
| 20-08-62 | Svezia   | 0 - 4 | Romania |
| 21-08-62 | Ungheria | 5 - 3 | Romania |

### Gruppo B
|    | Squadra      | Punti | G | V | N | P | GF | GS | DR |
| -- | ------------ | ----- | - | - | - | - | -- | -- | -- |
| 1. | Germania Est | 2     | 1 | 1 | 0 | 0 | 3  | 1  | +2 |
| 2. | Italia       | 0     | 1 | 0 | 0 | 1 | 1  | 3  | -2 |

| Data     | Gara         | Gara  | Gara   |
| -------- | ------------ | ----- | ------ |
| 19-08-62 | Germania Est | 3 - 1 | Italia |

### Gruppo C
|    | Squadra          | Punti | G | V | N | P | GF | GS | DR  |
| -- | ---------------- | ----- | - | - | - | - | -- | -- | --- |
| 1. | Unione Sovietica | 4     | 2 | 2 | 0 | 0 | 14 | 0  | +14 |
| 2. | Paesi Bassi      | 2     | 2 | 1 | 0 | 1 | 5  | 6  | -1  |
| 3. | Polonia          | 0     | 2 | 0 | 0 | 2 | 2  | 15 | -13 |

| Data     | Gara             | Gara   | Gara        |
| -------- | ---------------- | ------ | ----------- |
| 19-08-62 | Unione Sovietica | 4 - 0  | Paesi Bassi |
| 20-08-62 | Polonia          | 2 - 5  | Paesi Bassi |
| 19-08-62 | Unione Sovietica | 10 - 0 | Polonia     |

### Gruppo D
|    | Squadra       | Punti | G | V | N | P | GF | GS | DR  |
| -- | ------------- | ----- | - | - | - | - | -- | -- | --- |
| 1. | Jugoslavia    | 4     | 2 | 2 | 0 | 0 | 18 | 2  | +16 |
| 2. | Belgio        | 2     | 2 | 1 | 0 | 1 | 7  | 14 | -7  |
| 3. | Gran Bretagna | 0     | 2 | 0 | 0 | 2 | 5  | 14 | -9  |

| Data     | Gara       | Gara   | Gara          |
| -------- | ---------- | ------ | ------------- |
| 19-08-62 | Belgio     | 6 - 4  | Gran Bretagna |
| 20-08-62 | Jugoslavia | 8 - 1  | Gran Bretagna |
| 21-08-62 | Jugoslavia | 10 - 1 | Belgio        |

## Semifinali

### Gruppo 1
|    | Squadra      | Punti | G | V | N | P | GF | GS | DR |
| -- | ------------ | ----- | - | - | - | - | -- | -- | -- |
| 1. | Ungheria     | 6     | 3 | 3 | 0 | 0 | 14 | 6  | +8 |
| 2. | Germania Est | 3     | 3 | 1 | 1 | 1 | 9  | 8  | +1 |
| 3. | Romania      | 2     | 3 | 0 | 2 | 1 | 8  | 10 | -2 |
| 4. | Italia       | 1     | 3 | 0 | 1 | 2 | 3  | 10 | -7 |

| Data     | Gara         | Gara  | Gara         |
| -------- | ------------ | ----- | ------------ |
| 22-08-62 | Romania      | 2 - 2 | Italia       |
| 22-08-62 | Ungheria     | 4 - 3 | Germania Est |
| 23-08-62 | Germania Est | 3 - 3 | Romania      |
| 23-08-62 | Ungheria     | 5 - 0 | Italia       |

### Gruppo 2
|    | Squadra          | Punti | G | V | N | P | GF | GS | DR  |
| -- | ---------------- | ----- | - | - | - | - | -- | -- | --- |
| 1. | Unione Sovietica | 5     | 3 | 2 | 1 | 0 | 16 | 6  | +12 |
| 2. | Jugoslavia       | 3     | 3 | 1 | 1 | 1 | 16 | 8  | +8  |
| 3. | Paesi Bassi      | 3     | 3 | 1 | 1 | 1 | 10 | 13 | -13 |
| 4. | Belgio           | 1     | 3 | 0 | 1 | 2 | 10 | 25 | -15 |

| Data     | Gara             | Gara  | Gara       |
| -------- | ---------------- | ----- | ---------- |
| 22-08-62 | Paesi Bassi      | 6 - 6 | Belgio     |
| 22-08-62 | Unione Sovietica | 3 - 3 | Jugoslavia |
| 23-08-62 | Paesi Bassi      | 4 - 3 | Jugoslavia |
| 23-08-62 | Unione Sovietica | 9 - 3 | Belgio     |

## Fase finale

### Gruppo 1º-4º posto
|    | Squadra          | Punti | G | V | N | P | GF | GS | DR |
| -- | ---------------- | ----- | - | - | - | - | -- | -- | -- |
| 1. | Ungheria         | 5     | 3 | 2 | 1 | 0 | 9  | 7  | +2 |
| 2. | Jugoslavia       | 3     | 3 | 1 | 1 | 1 | 6  | 6  | 0  |
| 2. | Unione Sovietica | 3     | 3 | 1 | 1 | 1 | 7  | 7  | 0  |
| 4. | Germania Est     | 1     | 3 | 0 | 1 | 2 | 5  | 7  | -2 |

| Data     | Gara             | Gara  | Gara             |
| -------- | ---------------- | ----- | ---------------- |
| 24-08-62 | Jugoslavia       | 2 - 3 | Ungheria         |
| 24-08-62 | Unione Sovietica | 2 - 2 | Germania Est     |
| 25-08-62 | Ungheria         | 2 - 2 | Unione Sovietica |
| 25-08-62 | Jugoslavia       | 1 - 0 | Germania Est     |

### Gruppo 5º-8º posto
|    | Squadra     | Punti | G | V | N | P | GF | GS | DR |
| -- | ----------- | ----- | - | - | - | - | -- | -- | -- |
| 1. | Romania     | 5     | 3 | 2 | 1 | 0 | 11 | 9  | +2 |
| 2. | Paesi Bassi | 3     | 3 | 1 | 1 | 1 | 13 | 13 | 0  |
| 2. | Belgio      | 3     | 3 | 1 | 1 | 1 | 14 | 14 | 0  |
| 4. | Italia      | 1     | 3 | 0 | 1 | 2 | 8  | 10 | -2 |

| Data     | Gara        | Gara  | Gara        |
| -------- | ----------- | ----- | ----------- |
| 24-08-62 | Paesi Bassi | 4 - 3 | Italia      |
| 24-08-62 | Romania     | 5 - 4 | Belgio      |
| 25-08-62 | Romania     | 4 - 3 | Paesi Bassi |
| 25-08-62 | Belgio      | 4 - 3 | Italia      |

### Gruppo 9º-11º posto
|    | Squadra       | Punti | G | V | N | P | GF | GS | DR |
| -- | ------------- | ----- | - | - | - | - | -- | -- | -- |
| 1. | Svezia        | 4     | 2 | 2 | 0 | 0 | 12 | 8  | +4 |
| 2. | Gran Bretagna | 2     | 2 | 1 | 0 | 1 | 10 | 8  | +2 |
| 3. | Polonia       | 0     | 2 | 0 | 0 | 2 | 6  | 12 | -6 |

| Data     | Gara          | Gara  | Gara          |
| -------- | ------------- | ----- | ------------- |
| 22-08-62 | Gran Bretagna | 6 - 2 | Polonia       |
| 23-08-62 | Svezia        | 6 - 4 | Polonia       |
| 24-08-62 | Svezia        | 6 - 4 | Gran Bretagna |

## Classifica finale
| Pos. | Squadra          |
| ---- | ---------------- |
|      | Ungheria         |
|      | Jugoslavia       |
|      | Unione Sovietica |
| 4    | Germania Est     |
| 5    | Romania          |
| 6    | Paesi Bassi      |
| 7    | Belgio           |
| 8    | Italia           |
| 9    | Svezia           |
| 10   | Gran Bretagna    |
| 11   | Polonia          |

### Campioni
| Oro |
| Ungheria Ottó Boros Miklós Ambrus András Bodnár Zoltán Dömötör László Felkai Dezső Gyarmati Tivadar Kanizsa György Kárpáti András Katona Sándor Konrád Kálmán Markovits Mihály Mayer Dénes Pócsik |